# Plagiotremus goslinei
Plagiotremus goslinei là một loài cá biển thuộc chi Plagiotremus trong họ Cá mào gà. Loài này được mô tả lần đầu tiên vào năm 1956.

## Từ nguyên
Từ định danh goslinei được đặt theo tên của Tiến sĩ William Alonzo Gosline (1915–2002), nhà ngư học từng công tác tại Đại học Hawaii, người đã thu thập mẫu định danh của loài cá này để Strasburg đã kiểm tra.

## Phân bố và môi trường sống
P. goslinei chỉ xuất hiện ở quần đảo Hawaii, sống trên các rạn san hô ỏ độ sâu đến ít nhất là 15 m.

## Mô tả
Chiều dài lớn nhất được ghi nhận ở P. goslinei là 6,4 cm. So với loài chị em Plagiotremus tapeinosoma, P. goslinei không có các vạch chia nhỏ sọc nâu giữa thân thành các đốm, nếu có đốm thì chúng rất mờ.
Số gai vây lưng: 7–8; Số tia vây lưng: 34–37; Số gai vây hậu môn: 2; Số tia vây hậu môn: 28–31; Số tia vây ngực: 12.

## Sinh thái
P. goslinei là loài chuyên ăn chất nhầy và vảy cá khác.
Trứng của P. goslinei có chất kết dính, được gắn vào chất nền thông qua một tấm đế dính dạng sợi. Cá bột là dạng phiêu sinh vật, thường được tìm thấy ở vùng nước nông gần bờ.